# بست‌وی
بست‌وی (انگلیسی: Bestway) شرکت خوشه‌ای بریتانیایی است، که در سال ۱۹۷۶ توسط انور پرویز تأسیس شد.